# Вестбангоф (станція метро)
48°11′46″ пн. ш. 16°20′20″ сх. д. / 48.196° пн. ш. 16.339° сх. д.
«Вестбангоф» (нім. Westbahnhof, у перекладі — Західний вокзал) — станція Віденського метрополітену, розміщена на лінії U3 між станціями «Швеглер-штрасе» і «Циглер-гассе» та на лінії U6 між станціями «Бург-гассе-Штадтгалле» і «Ленгенфельд-гассе». Відкрита 4 вересня 1993 року на лінії U3 і 7 жовтня 1989 року на лінії U6.
Розташована на межі 7-го (Нойбау) і 15-го (Рудольфсгайм-Фюнфгаус) районів Відня, поруч із Західним вокзалом Відня.